# 沼南町
沼南町（しょうなんまち）は、千葉県東葛飾郡（東葛地域）にあった町。
2005年3月28日に隣接する柏市へ編入合併されて消滅した。この時期はいわゆる「平成の大合併」の最盛期であった。

## 地理

### 概要
下総台地の上にある町である。標高は最高点で約30mだが、手賀沼周辺は低地であり、標高最低点で約2mと若干の起伏がある。台地は畑や平地林が広がり、低地は田園が広がる。町内に農村と住宅地、工業団地が混在している。

### 住宅団地
高度経済成長期以後、大津ヶ丘団地などが建設され、東京通勤圏の新興住宅地となった地域が部分的にある。

### 河川・湖沼等
- 手賀沼
- 大津川
- 北千葉導水路

### 隣接する自治体
- 千葉県
  - 柏市、白井市、我孫子市、松戸市、鎌ケ谷市、印西市

## 歴史
- 1889年4月1日 - 町村制施行に伴い南相馬郡に風早村と手賀村が置かれる。
  - 風早村 ← 塚崎村，大井村，大島田村，蓑輪村，五条谷村，高柳村，藤ヶ谷村，藤ヶ谷新田，大井村新田，箕輪村新田
  - 手賀村 ← 手賀村，手賀村新田，泉村，若白毛村，岩井村，鷲ノ谷村，金山村，柳戸村，片山村，布瀬村，泉村新田，岩井村新田，鷲野谷新田，片山村新田，布瀬村新田，染井入新田
- 1897年4月1日 - 南相馬郡が東葛飾郡に編入される。
- 1955年3月30日 - 風早村と手賀村が合併し沼南村となる。
- 1964年2月1日 - 町制を施行し、沼南町となる[1]。
- 2005年3月28日 - 隣接する柏市に編入。

## 政治
- 町長　藤川清（1995年から2005年3月27日まで）

## 交通

### 鉄道
- 東武鉄道野田線
  - 高柳駅

### 道路
- 国道16号（東京環状）
- 千葉県道8号船橋我孫子線（船取県道）

## 教育

### 大学
- 二松學舍大学国際政治経済学部

### 高等学校
- 千葉県立沼南高等学校
- 千葉県立沼南高柳高等学校
- 二松學舍大学附属沼南高等学校

### 中学校
- 柏市立高柳中学校
- 柏市立風早中学校
- 柏市立手賀中学校
- 柏市立大津ケ丘中学校

### 小学校
- 高柳小学校
- 高柳西小学校
- 風早南部小学校
- 風早北部小学校
- 手賀西小学校
- 手賀東小学校
- 大津ケ丘第一小学校
- 大津ケ丘第二小学校

## 姉妹都市・友好都市
- キャムデン市（オーストラリア連邦・ニューサウスウェールズ州）
  - 1997年4月11日友好都市協定を締結。

- 綾瀬市（神奈川県）
  - 1967年9月9日姉妹都市協定を締結。

## 名所・旧跡・観光スポットなど
- 手賀沼
- 道の駅しょうなん
- 海上自衛隊下総航空基地